# 알렉산드르 메르켈
알렉산드르 메르켈(카자흐어: Александр Меркель, 독일어: Alexander Merkel 알렉산더 메르켈[*], 1992년 2월 22일 ~ )은 카자흐스탄의 축구 선수이다. 현재 터키 쉬페르리그 클럽인 가지안테프에서 활동하고 있다. 독일 혈통을 갖고 있기 때문에 독일 청소년 대표팀에서 뛰었지만 2015년 3월부터 카자흐스탄 국가대표팀에서 뛰고 있다.

## 수상경력

### 클럽
밀란
- 세리에 A: 1

2010–11